# Liste der Naturdenkmale in Großkrotzenburg
Die Liste der Naturdenkmale in Großkrotzenburg nennt die in der Gemeinde Großkrotzenburg im Main-Kinzig-Kreis gelegenen Naturdenkmale.
| Bild            | Bezeichnung | Ortsteil, Lage                                 | Beschreibung | Art | Nr.    |
| --------------- | ----------- | ---------------------------------------------- | ------------ | --- | ------ |
| Fotos hochladen | Platane     | Großkrotzenburg 50° 5′ 15,9″ N, 8° 58′ 55,9″ O |              |     | 435190 |

## Belege
1. ↑  
Naturdenkmale im Main-Kinzig-Kreis. (PDF; 74 kB) Umweltbericht MKK. Main-Kinzig-Kreis, August 2015, archiviert vom Original (nicht mehr online verfügbar) am 24. Januar 2016; abgerufen am 22. Januar 2016.

- Karte mit allen Koordinaten:
- OSM |
- WikiMap